# Зимин, Николай Александрович
Николай Александрович Зимин (род. 25 мая 1983, Хабаровск) — российский хоккеист, защитник. Мастер спорта России. Тренер.

## Биография
Начинал заниматься хоккеем в хабаровском СКА. Выступал в командах низших лиг «Торпедо-2» Ярославль, «Самородок» Хабаровск (2000/01 — 2001/02), «Динамо-Энергия» Екатеринбург (2002/03), «Янтарь» и «Янтарь-2» (Северск, 2003/04), «Белгород» (2004/05 — 2005/06). В сезоне-2005/06 также играл за «Северсталь» Череповец (4 матча в чемпионате России), «Северсталь-2» и «Липецк». В дальнейшем выступал за «Белгород» (2006/07), «Спартак-2» (2007/08), «Химик» Воскресенск (2007/08 — 2009/10, 40 матчей в КХЛ), «Дизель» Пенза (2010/11 — 2011/12, 2013/14 — 2014/15, 2016/17), «Буран» Воронеж (2012/13, 2014/15), «Рязань» (2015/16), «Тамбов» (2017/18).
Окончил Дальневосточную государственную академию физической культуры (специалист по физической культуре и спорту, 2005).
Тренер в школах «СКА Варяги» имени Морозова (2019—2020), «Балтийские крылья» (Колтуши, 2020—2022), Центр физической культуры, спорта и здоровья Невского района Санкт-Петербурга (с 2022).